# Maneb

Maneb

Maneb és un fungicida que és un comples polimèric de manganès, d'on deriva el seu nom, amb el lligand aniònic etilè bis (ditiocarbamat). Va ser proposada la prohibició com a biocida per l'Agència Sueca de Química aque va ser aprovada pel Parlament Europeu el 13 de gener del 2009.

## Utilització
Es fa servir en les malalties fúngiques de patates i tomàquets i també en moltes malalties dels fruits, verdures, conreus extensius i plantes ornamentals. El Maneb controla un rang de malalties fúngiques major que cap altre fungicida. Està disponible en forma de grànuls, pols mullable i altres formulacions.
Com altres ditiocarbamats és molt inestable en el medi ambient i els seusnombrosos metabòlits encara poden augmentar més en cuinar els aliments contaminats amb aquest fungicida.